# Gethyllis gregoriana
Gethyllis gregoriana är en amaryllisväxtart som beskrevs av D.Müll.-doblies. Gethyllis gregoriana ingår i släktet Gethyllis och familjen amaryllisväxter. Inga underarter finns listade i Catalogue of Life.